# رایخس‌گائو دانوب علیا
رایخس‌گائو دانوب علیا (به آلمانی: Reichsgau Oberdonau) زیربخشی اداری مربوط به آلمان نازی بود که از ۱۹۳۸ تا ۱۹۴۵ متشکل از مناطقی در اتریش علیا، بخش‌هایی از استان بوهمی جنوبی، و بخش کوچکی از سالزکامرگوت بود که از اشتایرمارک به آن ضمیمه شده بود.
این گائو عنوان افتخاری «گائو خانه پیشوا» را داشت (به آلمانی: Heimatgau des Führers)، چرا که آدولف هیتلر در برانائو ام این در این گائو زاده شد و بیشتر عمر اولیه خود را در لینتس گذراند. اقامتگاه برگهوف وی در نزدیکی گائو مونیخ-بایرن علیا قرار داشت.

## تاریخچه
سامانه اداری منطقه‌ای نازی‌ها موسوم به «گائو» برای بهبود مدیریت ساختار حزب در ۲۲ اردیبهشت ۱۹۲۶ در جریان یک گردهمایی حزبی تأسیس شد. از سال ۱۹۳۳ به بعد، پس از تصرف قدرت توسط نازی‌ها، گائو به‌طور فزاینده‌ای جایگزین ایالات به عنوان زیرمجموعه‌های اداری در آلمان شد. در ۱۲ مارس ۱۹۳۸، آلمان نازی اتریش را ضمیمه خاک خود کرد و ایالت‌های اتریش ضمیمه هفت گائو حزب نازی شدند. بر پایه قانون Ostmarkgesetz به تاریخ ۱۴ آوریل ۱۹۳۹، گائو اتریش به رتبه رایخس‌گائو ارتقا پیدا کرد و برایش گاولایتر تعیین شد.
در راس هر گائو یک گائولایتر قرار داشت؛ جایگاهی که به ویژه پس از شروع جنگ جهانی دوم به‌طور فزاینده‌ای قدرتمندتر شد. گائولایترهای محلی مسئولیت تبلیغ و نظارت و از سپتامبر ۱۹۴۴ به بعد، هدایت فولکس‌اشتورم و دفاع از گائو را بر عهده داشتند. جایگاه گائولایتر برای این منطقه در طی وجود آن در دست وگوست آیگروبر بود.
اردوگاه کار اجباری ماوتهاوزن در این رایخس‌گائو قرار داشت. از میان ۱۹۹٬۴۰۴ زندانی این اردوگاه، ۱۱۹٬۰۰۰ تن از آن‌ها به دلیل شرایط سخت زندگی و کار و کمبود غذا در آن جان خود را از دست دادند.